# Ricardo Ayres
Ricardo Ayres de Carvalho (Goiânia, 17 de Janeiro de 1979) é um político brasileiro, filiado ao Republicanos.

## Biografia
Na sua primeira eleição para deputado estadual em 2010, legislatura em que assumiu a suplência. Em 2014, conquistou uma vaga de parlamentar, sendo reeleito em 2018. Nas eleições de 2022, foi eleito deputado federal pelo Tocantins com  36.293 votos (0,72% dos votos válidos).